# Акмектеп (Восточно-Казахстанская область)
Акмектеп (каз. Ақмектеп, до 199? г. — Белая школа) — село в Тарбагатайском районе Восточно-Казахстанской области Казахстана. Входит в состав Карасуского сельского округа. Код КАТО — 635847200.

## Население
В 1999 году население села составляло 524 человека (268 мужчин и 256 женщин). По данным переписи 2009 года, в селе проживало 366 человек (184 мужчины и 182 женщины).